# Bruijns boskalkoen
Bruijns boskalkoen (Aepypodius bruijnii) is een boskalkoen uit de familie van de grootpoothoenders. De vogel is in 1880 door Émile Oustalet geldig beschreven en vernoemd naar de Nederlandse natuuronderzoeker en handelaar in zoölogische specimens Antonie Augustus Bruijn. De vogel is een bedreigde, endemische vogelsoort in de bergwouden van het eiland Waigeo van West-Papoea (Indonesië).

## Beschrijving
Bruijns boskalkoen is een vrij groot, zwartbruin boskalkoen van ongeveer 43 cm lengte. De kleur is overwegend bruinachtig zwart met rond het oog een rood gekleurde naakte huid, een rode hanenkam en 3 (2 aan de zijkant en een van voren) langgerekte, rode lellen aan de nek. Verder heeft de vogel een kastanjekleurige stuit, borst en buik.

## Bedreigde diersoort
Tot 1938 was deze boskalkoen alleen bekend van 21 verzamelde exemplaren in musea. Onderzoek in de jaren 1990 leverde geen nieuwe waarnemingen en ook de plaatselijke bevolking kende de vogel niet (meer). In 2002 werd de Bruijns boskalkoen waargenomen in een strook bos op een bergrichel bij de Majalibitbaai op meer dan 600 m hoogte. Bij nader onderzoek in 2005 werd de populatie geschat op 595 tot 1227 vogels. Gezien het grote aantal verzamelde exemplaren uit de periode voor 1938 moet de vogel enorm in aantal zijn achteruitgegaan. Daarom staat de Bruijns boskalkoen als bedreigde vogelsoort op de internationale Rode Lijst van de IUCN.